# Siêu nhân
Siêu nhân là những người có một hay nhiều khả năng phi thường (cũng có thể là bất thường) khiến cho họ có thể đạt được những kỳ công vượt ngoài sức tưởng tượng (hay sức mường tượng) của người thường, dù cho có tu luyện lâu năm.
Siêu nhân có thể mang nghĩa là một người được cải tiến, ví dụ như bởi biến đổi gen, cấy ghép não nhân tạo, điều khiển học, công nghệ nano cấy ghép các bộ phận khiến họ trở nên phi thường hơn, hoặc như những gì mà những người cuối cùng có thể phát triển thành trong tương lai của hàng ngàn hay hàng triệu năm nữa. Đôi khi, nó còn có thể hiểu theo nghĩa là một người "bình thường" nhưng có những siêu năng lực phi thường, chẳng hạn như khả năng thần giao cách cảm, tâm linh ( tiên tri, tâm hồn ngoại cảm,...), biết bay, sức mạnh không tưởng hoặc có nhận thức đặc biệt về một cái gì đó, vượt xa bình thường.
Siêu nhân cũng có thể mang nghĩa là một cái gì đó không phải con người, nhưng theo cách nào đó được coi là "cao cấp" đối với con người. Một robot dễ dàng vượt qua phép thử Turing và làm được một số việc khác mà con người không thể làm có thể xem là siêu nhân. Một sinh vật ngoài hành tinh rất thông minh hay rất mạnh cũng có thể được xem là siêu nhân. Trong nghĩa cơ bản nhất, siêu nhân có nghĩa là bất cứ điều gì vượt ra ngoài khả năng (điển hình) của con người, ví dụ như một con hổ có thể được mô tả là có "sức mạnh siêu nhân".